# Europa Top 12
Europa Top 12 – prestiżowa, coroczna impreza w tenisie stołowym. Startuje w niej 12 najwyżej sklasyfikowanych w światowym rankingu ITTF zawodniczek i zawodników Starego Kontynentu. Pierwszą edycję zawodów rozegrano w Zadarze w 1971 roku. Wśród mężczyzn w 1985 roku zwycięstwo odniósł Andrzej Grubba, a w 2009 wśród kobiet wygrała reprezentantka Polski, urodzona w Chinach Li Qian, która dwukrotnie zajęła drugie miejsce (2008, 2010). To jedyne jak dotąd sukcesy w tych zawodach reprezentantów Polski.

## Zwycięzcy
| Lp  | Rok  | Miejsce             | Kobiety                   | Mężczyźni            |
| --- | ---- | ------------------- | ------------------------- | -------------------- |
| 1.  | 1971 | Zadar               | Beatrix Kishazi           | István Jónyer        |
| 2.  | 1972 | Zagrzeb             | Beatrix Kishazi           | Antun Stipančić      |
| 3.  | 1973 | Böblingen           | Beatrix Kishazi           | Stellan Bengtsson    |
| 4.  | 1974 | Trolihättan         | Zoja Rudnowa              | István Jónyer        |
| 5.  | 1975 | Wiedeń              | Ann-Christin Hellman      | Kjell Johansson      |
| 6.  | 1976 | Lubeka              | Ann-Christin Hellman      | Dragutin Šurbek      |
| 7.  | 1977 | Sarajewo            | Beatrix Kishazi           | Milan Orlowski       |
| 8.  | 1978 | Praga               | Jill Hammersley           | Gábor Gergely        |
| 9.  | 1979 | Kristianstad        | Gabriella Szabo           | Dragutin Šurbek      |
| 10. | 1980 | Monachium           | Jill Hammersley           | Stellan Bengtsson    |
| 11. | 1981 | Miszkolc            | Jill Hammersley           | Tibor Klampár        |
| 12. | 1982 | Nantes              | Bettine Vriesekoop        | Mikael Appelgren     |
| 13. | 1983 | Thornaby            | Olga Nemes                | Milan Orlowski       |
| 14. | 1984 | Bratysława          | Marie Hrachová            | Jan-Ove Waldner      |
| 15. | 1985 | Barcelona           | Bettine Vriesekoop        | Andrzej Grubba       |
| 16. | 1986 | Södertälje          | Flura Bułatowa            | Jan-Ove Waldner      |
| 17. | 1987 | Bazylea             | Csilla Bátorfi            | Desmond Douglas      |
| 18. | 1988 | Lublana             | Flura Bułatowa            | Jan-Ove Waldner      |
| 19. | 1989 | Charleroi           | Olga Nemes                | Jan-Ove Waldner      |
| 20. | 1990 | Hanower             | Gabrielle Wirth           | Mikael Appelgren     |
| 21. | 1991 | ’s-Hertogenbosch    | Mirjam Hooman-Kloppenburg | Erik Lindh           |
| 22. | 1992 | Wiedeń              | Csilla Bátorfi            | Jörgen Persson       |
| 23. | 1993 | Kopenhaga           | Emilia Ciosu              | Jan-Ove Waldner      |
| 24. | 1994 | Arezzo              | Jie Schöpp                | Jean-Michel Saive    |
| 25. | 1995 | Charleroi           | Otilia Bădescu            | Jan-Ove Waldner      |
| 26. | 1996 | Dijon               | Ni Xialian                | Jan-Ove Waldner      |
| 27. | 1997 | Eindhoven           | Ni Xialian                | Jean-Philippe Gatien |
| 28. | 1998 | Halmstad            | Ni Xialian                | Uładzimir Samsonau   |
| 29. | 1999 | Split               | Qianhong Gotsch           | Uładzimir Samsonau   |
| 30. | 2000 | Alassio             | Qianhong Gotsch           | Werner Schlager      |
| 31. | 2001 | Wels                | Csilla Bátorfi            | Uładzimir Samsonau   |
| 32. | 2002 | Rotterdam           | Tamara Boroš              | Timo Boll            |
| 33. | 2003 | Saarbrücken         | Jie Schöpp                | Timo Boll            |
| 34. | 2004 | Frankfurt nad Menem | Nicole Struse             | Michael Maze         |
| 35. | 2005 | Rennes              | Liu Jia                   | Aleksiej Smirnow     |
| 36. | 2006 | Kopenhaga           | Tamara Boroš              | Timo Boll            |
| 37. | 2007 | Arezzo              | Li Jiao                   | Uładzimir Samsonau   |
| 38. | 2008 | Frankfurt nad Menem | Li Jiao                   | Werner Schlager      |
| 39. | 2009 | Düsseldorf          | Li Qian                   | Timo Boll            |
| 40. | 2010 | Düsseldorf          | Li Jiao                   | Timo Boll            |
| 41. | 2011 | Liège               | Li Jiao                   | Kalinikos Kreannga   |
| 42. | 2012 | Lyon                | Wu Jiaduo                 | Dimitrij Ovtcharov   |
| 43. | 2014 | Lozanna             | Liu Jia                   | Marcos Freitas       |
| 44. | 2015 | Baku                | Liu Jia                   | Dimitrij Ovtcharov   |
| 45. | 2016 | Gondomar            | Shen Yanfei               | Dimitrij Ovtcharov   |
| 46. | 2017 | Antibes             | Li Jie                    | Dimitrij Ovtcharov   |
| 47. | 2018 | Montreux            | Bernadette Szőcs          | Timo Boll            |
| 48. | 2019 | Montreux            | Petrissa Solja            | Dimitrij Ovtcharov   |